# Umatoos
Umatoos is een bestuurslaag in het regentschap Belu van de provincie Oost-Nusa Tenggara, Indonesië. Umatoos telt 2638 inwoners (volkstelling 2010).